# Billy Beane
William Lamar Beane, detto Billy Beanie (Orlando, 29 marzo 1962), è un dirigente sportivo ed ex giocatore di baseball statunitense.

## Carriera
Nel 1980 fu scelto dai New York Mets al primo round del draft, rimanendo per cinque anni nel settore giovanile del club; debuttò in prima squadra nel 1985, mentre nelle tre stagioni successive giocò per i Minnesota Twins, i Detroit Tigers e gli Oakland Athletics.
Tra il 1990 e il 1997 fu un talent scout degli Athletics, mentre nel 1998 venne promosso a general manager; nel 2015 diventò vicepresidente esecutivo del club, lasciando l'incarico di general manager a David Forst.

## Cultura di massa
È il protagonista del libro Moneyball: The Art of Winning an Unfair Game, scritto da Michael Lewis nel 2003, libro da cui è stato tratto il film L'arte di vincere, in cui è stato interpretato da Brad Pitt.